# カッペッレ・スル・ターヴォ
カッペッレ・スル・ターヴォ（イタリア語: Cappelle sul Tavo）は、イタリア共和国アブルッツォ州ペスカーラ県にある、人口約4,000人の基礎自治体（コムーネ）。

## 地理

### 位置・広がり

#### 隣接コムーネ
隣接するコムーネは以下の通り。
- チッタ・サンタンジェロ
- コッレコルヴィーノ
- モンテジルヴァーノ
- モスクーフォ
- スポルトーレ